# Appleton City
Appleton City és una població dels Estats Units a l'estat de Missouri. Segons el cens del 2000 tenia 1.314 habitants.

## Demografia
Segons el cens del 2000, Appleton City tenia 1.314 habitants, 552 habitatges, i 342 famílies. La densitat de població era de 441,2 habitants per km².
Dels 552 habitatges en un 28,1% hi vivien nens de menys de 18 anys, en un 48,4% hi vivien parelles casades, en un 10,1% dones solteres, i en un 38% no eren unitats familiars. En el 36,1% dels habitatges hi vivien persones soles el 23% de les quals corresponia a persones de 65 anys o més que vivien soles. El nombre mitjà de persones vivint en cada habitatge era de 2,25 i el nombre mitjà de persones que vivien en cada família era de 2,89.
Per edats la població es repartia de la següent manera: un 25,1% tenia menys de 18 anys, un 5,9% entre 18 i 24, un 22,3% entre 25 i 44, un 19,3% de 45 a 60 i un 27,5% 65 anys o més.
L'edat mediana era de 43 anys. Per cada 100 dones de 18 o més anys hi havia 71,4 homes.
La renda mediana per habitatge era de 23.674 $ i la renda mediana per família de 30.365 $. Els homes tenien una renda mediana de 25.000 $ mentre que les dones 18.864 $. La renda per capita de la població era de 12.566 $. Entorn del 16,5% de les famílies i el 23,1% de la població estaven per davall del llindar de pobresa.

## Poblacions més properes
El següent diagrama mostra les poblacions més properes.